# Steinbühl (Reichsforst)
Der Steinbühl ist ein 575 m ü. NHN hoher dicht bewaldeter Basaltkegel nördlich von Mitterteich im Oberpfälzer Landkreis Tirschenreuth und gehört zum Reichsforst im Fichtelgebirge.

## Geographie
Zusammen mit den nahe gelegenen Basaltkegeln Büchlberg (647 m) und Streuleite (582 m) wird der Steinbühl im Westen und Süden von der Autobahn A 93 und der Bahnstrecke Weiden–Oberkotzau von Pechbrunn und Steinwald getrennt. Direkt am Nordhang befindet sich die Ortschaft Großbüchlberg.

## Geologie
Zwischen Marktredwitz, Mitterteich, Konnersreuth und Seußen liegt ein großes Basalteruptionsgebiet. Es ist der westlichste Ausläufer des nordböhmischen Basaltvulkanismus. Im Miozän ist dort flüssige Basaltmasse durch den Granit emporgedrungen.

## Tourismus
Der in der Nähe liegende und mundartlich als „Freizeithugl“ (Freizeithügel, 632 m) bekannte Nebengipfel des Büchlbergs verfügt über einen Skilift und eine Sommerrodelbahn.